# Table des caractères Unicode/U1980
Cette page contient des caractères spéciaux ou non latins. S’ils s’affichent mal (▯, ?, etc.), consultez la page d’aide Unicode.
Table des caractères Unicode U+1980 à U+19DF.

## Nouveau taï-lue
Consonnes, signes voyelles dépendantes, signes consonnes finales, autres diacritiques, marques de ton, chiffres et signes divers de l’écriture alphasyllabaire (ou abugida) nouvelle taï-lue (aussi appelée xishuang banna dai), utilisée pour transcrire la langue ???.
Les caractères U+19B0 à U+19C0, U+19C8 et U+19C9 sont des signes diacritiques, qui se combinent avec la lettre qu’ils suivent; ils sont combinés ici avec la lettre taï-lue nouvelle ka « ᦂ » (U+1982) à des fins de lisibilité.

### Table des caractères
| en fr  | 0  | 1  | 2  | 3  | 4  | 5  | 6  | 7  | 8  | 9  | A  | B  | C  | D  | E  | F  |
| U+1980 | ᦀ  | ᦁ  | ᦂ  | ᦃ  | ᦄ  | ᦅ  | ᦆ  | ᦇ  | ᦈ  | ᦉ  | ᦊ  | ᦋ  | ᦌ  | ᦍ  | ᦎ  | ᦏ  |
| U+1990 | ᦐ  | ᦑ  | ᦒ  | ᦓ  | ᦔ  | ᦕ  | ᦖ  | ᦗ  | ᦘ  | ᦙ  | ᦚ  | ᦛ  | ᦜ  | ᦝ  | ᦞ  | ᦟ  |
| ------ | -- | -- | -- | -- | -- | -- | -- | -- | -- | -- | -- | -- | -- | -- | -- | -- |
| U+19A0 | ᦠ  | ᦡ  | ᦢ  | ᦣ  | ᦤ  | ᦥ  | ᦦ  | ᦧ  | ᦨ  | ᦩ  | ᦪ  | ᦫ  |    |    |    |    |
| U+19B0 | ᦂᦰ | ᦂᦱ | ᦂᦲ | ᦂᦳ | ᦂᦴ | ᦂᦵ | ᦂᦶ | ᦂᦷ | ᦂᦸ | ᦂᦹ | ᦂᦺ | ᦂᦻ | ᦂᦼ | ᦂᦽ | ᦂᦾ | ᦂᦿ |
| U+19C0 | ᦂᧀ | ᧁ  | ᧂ  | ᧃ  | ᧄ  | ᧅ  | ᧆ  | ᧇ  | ᦂᧈ | ᦂᧉ |    |    |    |    |    |    |
| U+19D0 | ᧐  | ᧑  | ᧒  | ᧓  | ᧔  | ᧕  | ᧖  | ᧗  | ᧘  | ᧙  | ᧚  |    |    |    | ᧞  | ᧟  |